# Miane
Miane és un municipi situat al territori de la província de Treviso, a la regió de Vèneto, (Itàlia).
Miane limita amb els municipis de Farra di Soligo, Follina, Valdobbiadene, i Mel a la província de Belluno.